# شصت و چهارمین جشنواره بین‌المللی فیلم برلین

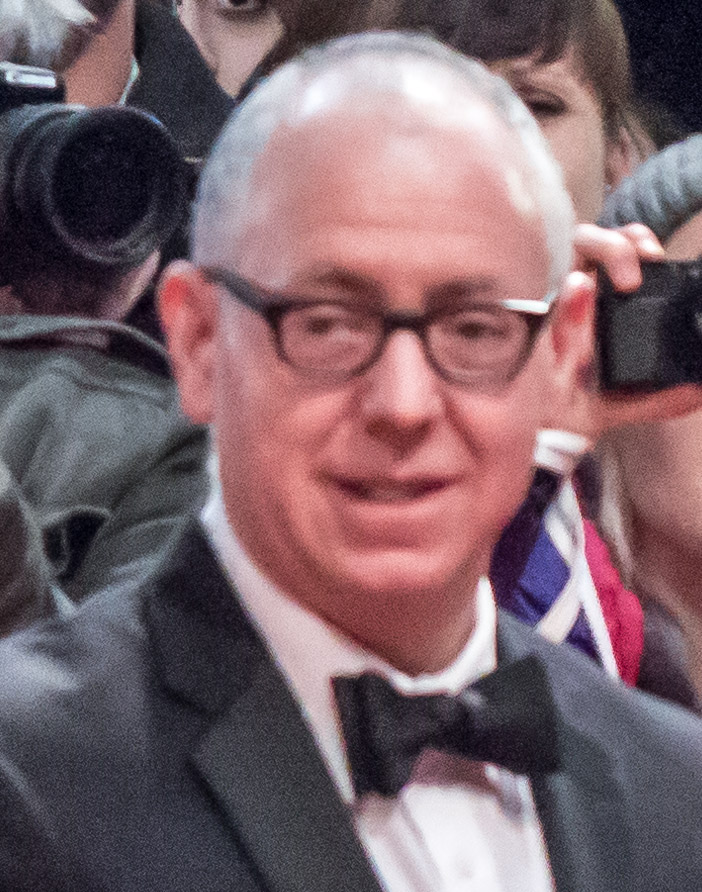
شیمس، رئیس هیئت داوران

شصت و چهارمین دوره جشنواره بین‌المللی فیلم برلین از تاریخ ۶ تا ۱۶ فوریه ۲۰۱۴ برگزار شد. جشنواره با فیلم هتل بزرگ بوداپست ساخته وس اندرسون افتتاح شد خرس طلایی نیز به زغال‌سنگ سیاه، یخ نازک محصول چین به کارگردانی «دیائو ینان» اهدا شد
خرس طلایی افتخاری جشنواره فیلم برلین به پاس یک عمر دستاورد سینمایی به کن لوچ کارگردان فیلم بریتانیایی اعطا شد.

## هیئت داوران
- جیمز شیمس، تهیه‌کننده فیلم و فیلم‌نامه‌نویس آمریکایی (رئیس هیئت داوران بخش رقابتی)
- باربارا براکلی، تهیه‌کننده فیلم آمریکایی
- ترینه دیرهولم، هنرپیشه دانمارکی
- میترا فراهانی، کارگردان فیلم ایرانی
- گرتا گرویگ، هنرپیشه و کارگردان فیلم آمریکایی
- میشل گوندری، کارگردان فیلم، فیلم‌نامه‌نویس و تهیه‌کننده فرانسوی
- تونی لیانگ، هنرپیشه چینی
- کریستوف والتس، هنرپیشه اتریشی-آلمانی
- نانسی بورسکی، پایه‌گذار جشنواره فیلم مستند فول فریم، آمریکایی
- والریا گولینو، هنرپیشه و کارگردان ایتالیایی
- هرنان ماسالوپی، تهیه‌کننده فیلم آرژانتینی

## بخش رقابتی
| عنوان                       | عنوان اصلی                 | کارگردان(ها)       | کشور تهیه کننده                  |
| --------------------------- | -------------------------- | ------------------ | -------------------------------- |
| '۷۱                         | '71                        | Yann Demange       | بریتانیا                         |
| زندگی ریلی                  | Aimer, boire et chanter    | آلن رنه            | فرانسه                           |
| اوج (فیلم ۲۰۱۴)             | Aloft                      | کلاودیا یوسا       | اسپانیا، کانادا، فرانسه          |
| Beloved Sisters             | Die geliebten Schwestern   | دومینیک گراف       | آلمان                            |
| Stratos                     | Μικρό Ψάρι Mikro psari     | Yannis Economides  | یونان، آلمان، قبرس               |
| هتل بزرگ بوداپست            | The Grand Budapest Hotel   | وس کریون           | بریتانیا، آلمان                  |
| زغال‌سنگ سیاه، یخ نازک       | 白日焰火 Bai Ri Yan Huo    | دیائو یینان        | چین                              |
| پسرانگی                     | Boyhood                    | ریچارد لینکلیتر    | بریتانیا                         |
| خانه کوچک                   | 小さいおうち Chiisai Ouchi | یامادا یوجی        | ژاپن                             |
| History of Fear             | Historia del Miedo         | Benjamín Naishtat  | آرژانتین، اروگوئه، آلمان، فرانسه |
| جک                          | '                          | ادوارد برگر        | آلمان                            |
| به ترتیب خروج از صحنه       | Kraftidioten               | Hans Petter Moland | نروژ                             |
| راه صلیب                    | Kreuzweg                   | دیتریش بروگمان     | آلمان                            |
| The Third Side of the River | La tercera orilla          | Celina Murga       | آرژانتین، آلمان، هلند            |
| Two Men in Town             | La voie de l‘ennemi        | رشید بوشارب        | فرانسه، الجزایر، بریتانیا، بلژیک |
| Macondo *                   | Macondo                    | Sudabeh Mortezai   | اتریش                            |
| ساحل فوترو                  | Praia do Futuro            | کریم عینوز         | برزیل، آلمان                     |
| Blind Massage               | 推拿 Tui Na                | Lou Ye             | چین، فرانسه                      |
| No Man's Land               | 無人區 Wu Ren Qu           | Ning Hao           | چین                              |
| Inbetween Worlds            | Zwischen Welten            | Feo Aladag         | آلمان                            |

## برندگان
| جایزه                        | به خاطر فیلم       | برنده                                                                   |
| ---------------------------- | ------------------ | ----------------------------------------------------------------------- |
| خرس طلایی                    | زغال سیاه، یخ نازک | Diao Yinan                                                              |
| خرس نقره‌ای بهترین بازیگر مرد | زغال سیاه، یخ نازک | لیائو فان                                                               |
| خرس نقره‌ای بهترین بازیگر زن  | خانه کوچک          | هارو کوروکی                                                             |
| جایزه بزرگ هیئت داوران       | هتل بزرگ بوداپست   | وس کریون                                                                |
| خرس نقره‌ای بهترین کارگردان   | پسرانگی            | ریچارد لینکلیتر                                                         |
| خرس نقره‌ای بهترین فیلم‌نامه   | صلیب               | دیتریش بروگه‌مان                                                         |
| جایزه آلفرد باوئر            | زندگی ریلی         | آلن رنه (بازیگر فیلم جایزه را تحویل گرفت)                               |
| خرس نقره‌ای بهترین فیلم‌برداری | ماساژ کور          | ژنگ جیان (لو یه کارگردان به همراه تهیه‌کننده فیلم جایزه را دریافت کردند) |
| جایزه تدی                    | The Way He Looks   | Daniel Ribeiro                                                          |